# Солка (нижний приток Луги)
Солка (Тарарайка) — река в России, протекает в Кингисеппском районе Ленинградской области. Устье реки находится в 44 км по правому берегу реки Луга, у деревни Кошкино. Длина реки — 33 км.

## Гидрография и гидрология
Исток реки Тарарайка находится к западу от деревни Пиллово. В верхнем течении протекает через посёлок Тарайка, ниже которого принимает несколько небольших притоков — ручьёв Пахомов, Тарараечный, Болотистый, Журавлёв. После протекает по болотистой местности (Большое болото, болото Тарарайское), где русло реки искусственно спрямлено. В этом месте слева в Тарарайку выходит старое русло реки Солки. Старое русло начинается у хутора Кааль, у правого берега нового русла, по которому ныне и осуществляется сток Солки в Лугу (у деревни Большой Луцк). Однако, хотя сток по старому руслу незначителен, ниже впадения река Тарарайка официально называется по-старому — Солкой. В низовье на левом её берегу стоит деревня Захонье-1. Впадает в реку Лугу в деревне Кошкино.

## Данные водного реестра
По данным государственного водного реестра России относится к Балтийскому бассейновому округу, водохозяйственный участок реки — Луга от в/п Толмачево до устья, речной подбассейн реки — подбассейн отсутствует. Относится к речному бассейну реки Нарва (российская часть бассейна).
Код объекта в государственном водном реестре — 01030000612102000026633.